# Laudomia Forteguerri
Laudomia Forteguerri (* 1515 in Siena; † 1555 ebenda) war eine italienische Dichterin im 16. Jahrhundert aus der Adelsfamilie der Forteguerri in der Republik Siena. Sie gilt bei einigen Literaturhistorikern als erste lesbische Autorin Italiens, bekannt für ihren Verstand und ihre Schönheit. Ihr Beitrag zur Stadtbefestigung gegen ein spanisches Heer in einer Frauengruppe vor der entscheidenden Schlacht von Marciano (auch Schlacht von Scannagallo bei Marciano della Chiana) 1554/55 machte sie für die Nachwelt berühmt.

## Leben
Ihre Eltern waren Alessandro di Niccodemo Forteguerri und Virginia di Giuli Pecci, die zweite Ehefrau, sie hatte den Halbbruder Niccodemo, beide Herkunftsfamilien gehörten zur Sieneser Elite, die zu den führenden Noveschi zählten. Laodomia heiratete den etwas jüngeren Giulio di Alessandro Colombini (auch zu den Noveschi gehörig) vor 1535. Sie hatten drei Kinder, die zwischen 1535 und 1539 geboren wurden. Als Witwe heiratete sie 1544 Petruccio Petrucci, der zur lange führenden Familie dieser Phase gehörte, mit dem sie aber keine Kinder mehr hatte.
Forteguerris aktive Rolle in der Sieneser Gesellschaft und ihre Dichtungen bewegten Alessandro Piccolomini 1541, eine öffentliche Lesung in der Accademia degli Infiammati in Padua zu halten. Über eigene Dichtungen hinaus förderte sie junge Poeten in Siena wie Marc’Antonio Piccolomini, der sie in seinen Werken wie Ragionamento (1538) auftreten ließ und die Accademia degli Intronati mit begründete.

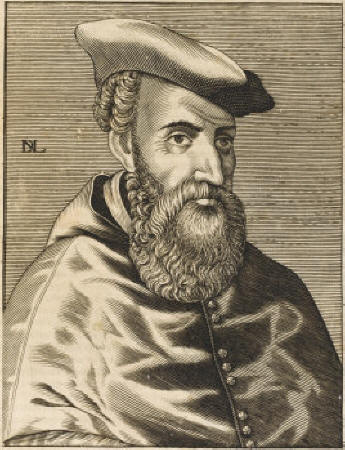
Astronom Alessandro Piccolomini

Der Philosoph und Humanist Alessandro Piccolomini wurde von ihr ebenso inspiriert, er feierte sie als seine große Liebe. Als sie die Unzugänglichkeit der Astronomie für Frauen beklagte, schrieb er zwei kleine, ihr gewidmete Schriften De la sfera del mondo und De le stele fisse. Sie listeten erstmals die Sternhelligkeitsklassen alphabetisch auf (wie bis heute) und enthielten den frühesten Sternatlas, und dies in der damaligen Volkssprache. Er kommentierte auch begeistert ihre Dichtungen und enthüllte so indirekt der Öffentlichkeit ihre Liebe zu Margarethe von Parma. Ihre zweite Ehe 1544 mit einem anderen Mann schockierte ihn jedoch so sehr, dass er sie seitdem überging.

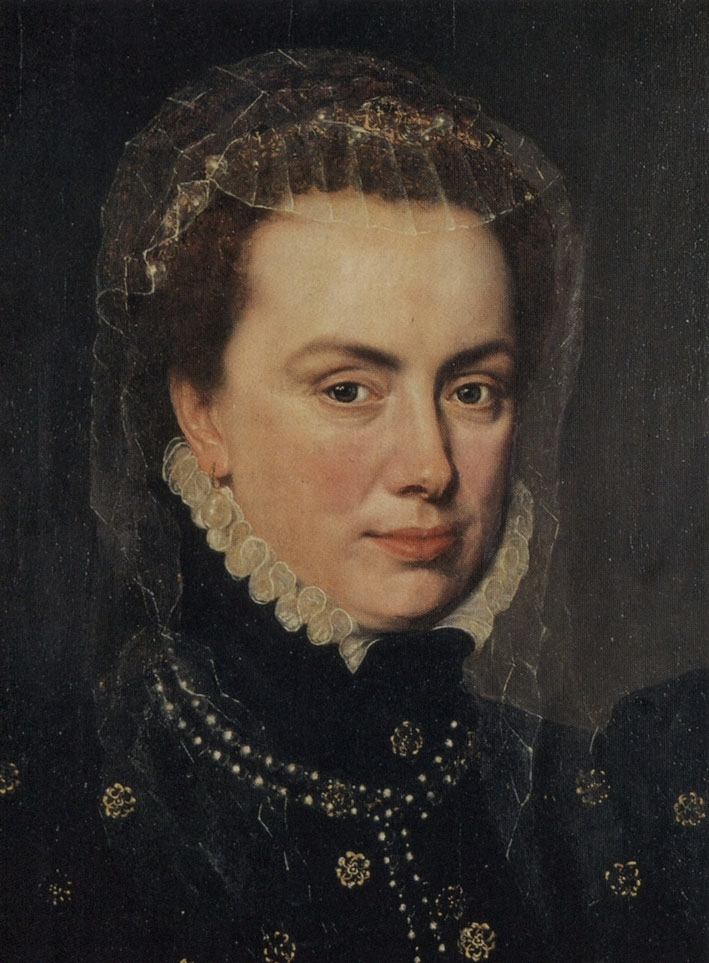
Margarethe von Parma

## Sonette und Margarethe von Parma
Nur sechs ihrer Sonette sind noch erhalten; fünf sprechen von ihrer starken Liebe zu Margarethe, einer illegitimen Tochter Kaiser Karls V. Ihre erste Begegnung war entweder 1533 (Forteguerri war 17 Jahre alt, Margarethe nur 10 Jahre) oder 1535 vor der Hochzeit mit Alessandro de’ Medici. Danach folgten vielleicht gegenseitige Besuche bis zum Gewalttod Alessandros 1537. Das sechste Sonett widmete sie der Poetin Alda Torella Lunata aus Pavia.
Forteguerri schuf mit ihrem Werk eine öffentliche Seite von Frauenliebe in der Renaissance, die dafür auch die antiken Vorbilder (Sappho) zur Legitimation heranzog. Im weiblichen Fall wurde sie oft als harmlos eingeschätzt. Gelobt wurde weibliche Freundschaft in keuscher Form, wie sie Agnolo Firenzuola 1541 in den Dialoghi delle bellezze delle donne (Gespräche über die Schönheit der Frauen) pries. In ihrem Werk fehlen auch erotische Aspekte, sodass andere Deutungen möglich sind. Beide scheinen ihre Ehemänner nicht sonderlich gemocht zu haben.

## Belagerung von Siena

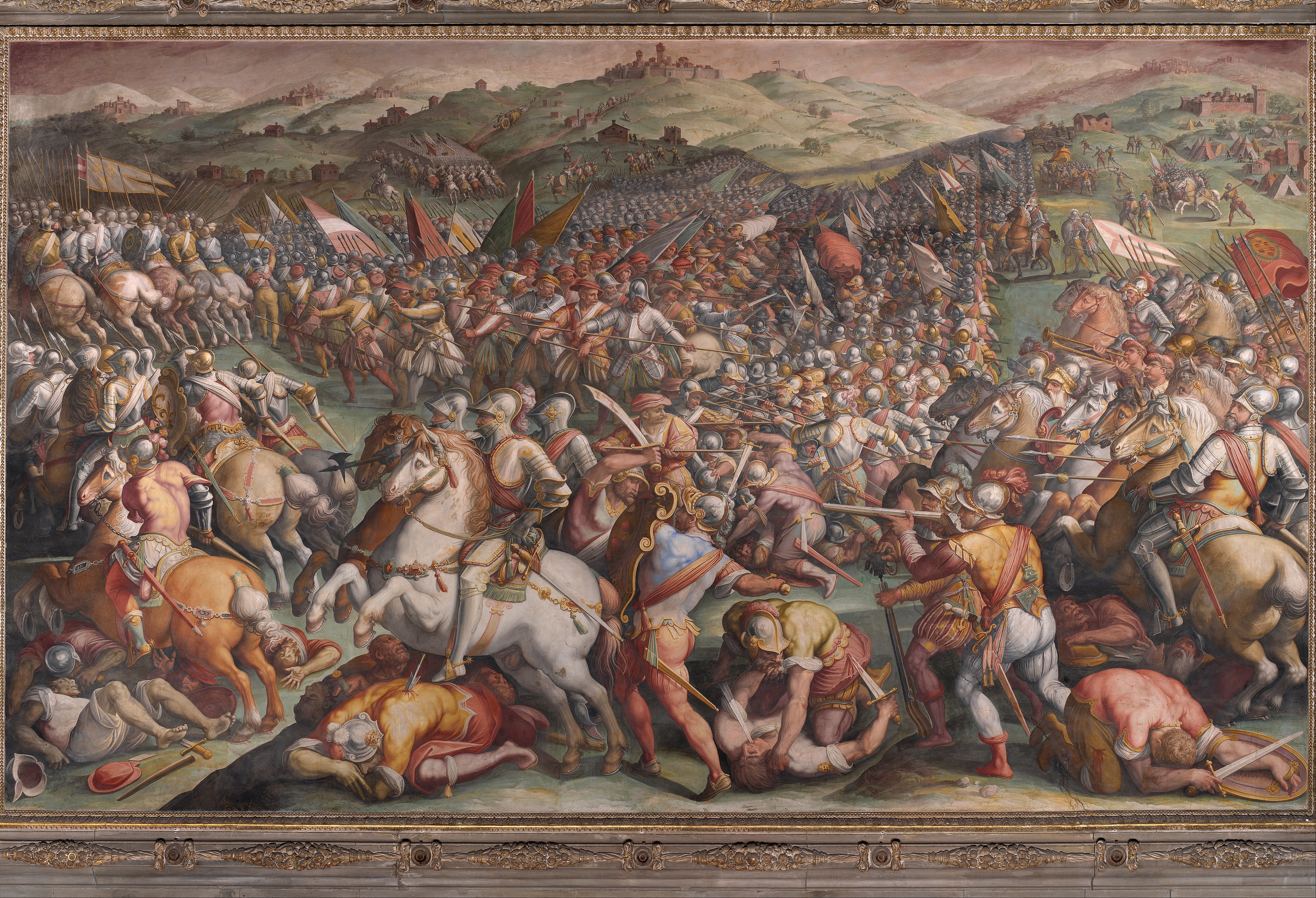
Giorgio Vasari – Die Schlacht von Scannagallo

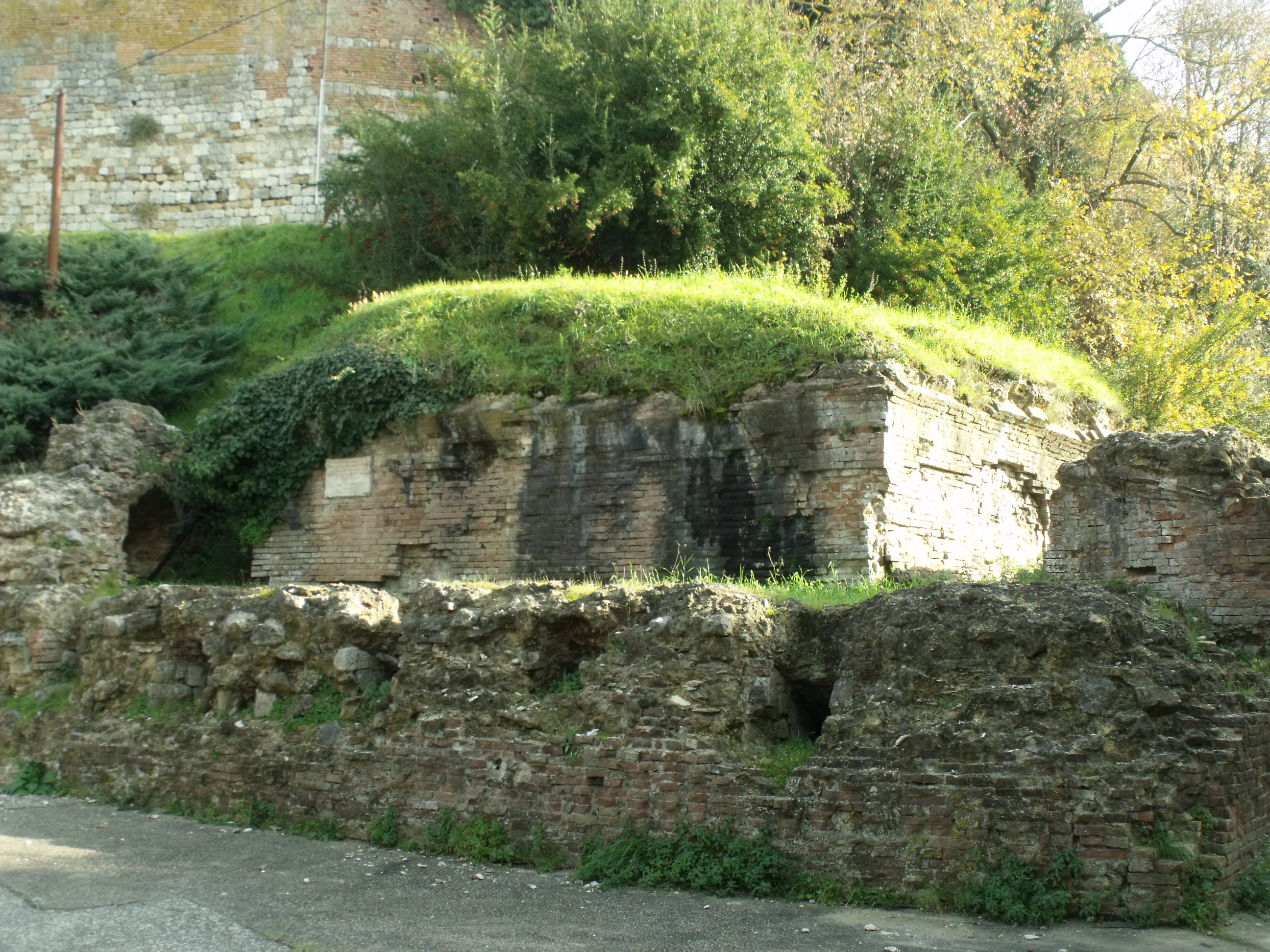
Sienas Fortino Delle Donne, eine Festung, die Forteguerri mitbaute

Die Republik Siena stand seit Anfang des 16. Jahrhunderts in dauernden innenpolitischen Machtkämpfen. Nach dem Ende der Petrucci-Ära 1525 befehdeten sich die städtischen Familien untereinander und suchten Bündnispartner auswärts. Kaiser Karl V. nutzte dies, um 1530 die Stadt zu besetzen. Gegen die brutale Fremdherrschaft versuchte das Sieneser Volk 1552 eine Rebellion und vertrieb die spanischen Truppen aus der Stadt. Auf den erwarteten Gegenschlag bereitete sich die Stadt durch den Festungsbau vor, Laudomia Forteguerri selbst führte eine Gruppe von etwa tausend adligen und Handwerkerfrauen bei der Bauhilfe.  Die harte Belagerung dauerte eineinhalb Jahre (26. Januar 1554 bis 17. April 1555). Schließlich ergab Siena sich dem Großherzog Cosimo I. de’ Medici im April 1555 nach der blutigen Schlacht von Marciano, wo ein florentinisch-kaiserliches Heer über die verbündeten Franzosen und Sieneser unter Gian Giacomo Medici siegte und die die Republik beendete und die Stadt weitgehend zerstörte. Laudomia wurde danach nicht mehr als lebend erwähnt, doch ihr Mut weithin gerühmt. Margarethe von Parma machte noch einmal auf dem Weg nach Rom in Siena Station.

## Schriften
- Sonetti di madonna Laudomia Forteguerri, poetessa Senese del secolo XVI, a cura di A. Lisini, P. Bandini, Siena, Tipografia Sordomuti di L. Lazzeri, 1901

## Einzelbelege
1. ↑  Reina Pennington: Amazons to fighter pilots: a biographical dictionary of military women. Greenwood Press, Westport, Conn. 2003, ISBN 0-313-29197-7 (englisch).
2. ↑  Konrad Eisenbichler: The sword and the pen : women, politics, and poetry in sixteenth-century Siena. University of Notre Dame Press, Notre Dame, Ind. 2012, ISBN 978-0-268-07865-2, S. 114.
3. ↑  Eisenbichler, 103
4. ↑  Eisenbichler, 106.
5. ↑  Diana Maury Robin, Anne R. Larsen, Carole Levin: Encyclopedia of Women in the Renaissance: Italy, France, and England. ABC-CLIO, 2007, ISBN 978-1-85109-772-2 (google.de [abgerufen am 15. Januar 2023]).
6. ↑  Eisenbichler, 115.
7. ↑  George W. McClure: Parlour Games and the Public Life of Women in Renaissance Italy. University of Toronto Press, 2013, ISBN 978-1-4426-4659-9 (google.de [abgerufen am 15. Januar 2023]).
8. ↑  McClure, 36
9. ↑  Eisenbichler, 151
10. ↑  Piccolomini · History of Science book collection · Woodson Research Center - Fondren Library - Rice University. 24. September 2015, abgerufen am 15. Januar 2023.
11. ↑  Eisenbichler, 110
12. ↑  Eisenbichler, 114
13. ↑  Kenneth Borris: Same-sex Desire in the English Renaissance: A Sourcebook of Texts, 1470-1650. Psychology Press, 2004, ISBN 978-0-8153-3626-6, S. 272 f. (google.de [abgerufen am 15. Januar 2023]).
14. ↑  Eisenbichler, 141, 144, 155.
15. ↑  Borris,  279.
16. ↑  Eisenbichler, 116.
17. ↑  Lesbian Historic Motif Project: #29 – Eisenbichler 2001 “Laudomia Forteguerri Loves Margaret of Austria” | Alpennia. Abgerufen am 15. Januar 2023.
18. ↑  Konrad Eisenbichler: “Sotto un Lauro in corona”: Literate Women in 16th-Century Siena. Brill, 2021, ISBN 978-90-04-44482-9 (brill.com [abgerufen am 16. Januar 2023]).
19. ↑  Borris,  317, 255
20. ↑  Eisenbichler, 126.
21. ↑  McClure, 49.
22. ↑  Diana Robin: Publishing Women: Salons, the Presses, and the Counter-Reformation in Sixteenth-Century Italy. University of Chicago Press, 2007, ISBN 978-0-226-72156-9, S. 146 ff. (google.com [abgerufen am 15. Januar 2023]).
23. ↑  Robin, 158
24. ↑  McClure, 49
25. ↑  Eisenbichler, 155.
26. ↑  Eisenbichler, 191.
27. ↑  Robin, 124 ff.
28. ↑  Robin, 126.

| Personendaten    | Personendaten          |
| ---------------- | ---------------------- |
| NAME             | Forteguerri, Laudomia  |
| KURZBESCHREIBUNG | italienische Dichterin |
| GEBURTSDATUM     | 1515                   |
| GEBURTSORT       | Siena                  |
| STERBEDATUM      | 1555                   |
| STERBEORT        | Siena                  |